# Ivan Bulat
Ivan Bulat (Sebenico, 24 giugno 1975) è un allenatore di calcio ed ex calciatore croato, di ruolo centrocampista.

## Biografia
Nato a Sebenico, sia suo nipote Marko che suo fratello maggiore Josip sono calciatori professionisti.

## Carriera

### Allenatore
Nel 2013 dopo quattro partite senza vittoria consecutive (tre sconfitte e un pareggio) è stato sostituito dalla carica di allenatore del Sebenico da Nikica Cukrov.

## Statistiche

### Cronologia presenze e reti in nazionale
| Cronologia completa delle presenze e delle reti in nazionale ― Croazia under 21 | Cronologia completa delle presenze e delle reti in nazionale ― Croazia under 21 | Cronologia completa delle presenze e delle reti in nazionale ― Croazia under 21 | Cronologia completa delle presenze e delle reti in nazionale ― Croazia under 21 | Cronologia completa delle presenze e delle reti in nazionale ― Croazia under 21 | Cronologia completa delle presenze e delle reti in nazionale ― Croazia under 21 | Cronologia completa delle presenze e delle reti in nazionale ― Croazia under 21 | Cronologia completa delle presenze e delle reti in nazionale ― Croazia under 21 |
| Data                                                                            | Città                                                                           | In casa                                                                         | Risultato                                                                       | Ospiti                                                                          | Competizione                                                                    | Reti                                                                            | Note                                                                            |
| ------------------------------------------------------------------------------- | ------------------------------------------------------------------------------- | ------------------------------------------------------------------------------- | ------------------------------------------------------------------------------- | ------------------------------------------------------------------------------- | ------------------------------------------------------------------------------- | ------------------------------------------------------------------------------- | ------------------------------------------------------------------------------- |
| 9-4-1996                                                                        | Vinkovci                                                                        | Croazia under 21                                                                | 1 – 1                                                                           | Ungheria under 21                                                               | Amichevole                                                                      | 1                                                                               | 90’                                                                             |
| 9-11-1996                                                                       | Karlovac                                                                        | Croazia under 21                                                                | 0 – 1                                                                           | Grecia under 21                                                                 | Qual. Europeo Under-21 1998                                                     | -                                                                               | 84’                                                                             |
| 5-9-1997                                                                        | Osijek                                                                          | Croazia under 21                                                                | 6 – 1                                                                           | Bosnia ed Erzegovina under 21                                                   | Qual. Europeo Under-21 1998                                                     | -                                                                               | 71’                                                                             |
| 9-9-1997                                                                        | Køge                                                                            | Danimarca under 21                                                              | 1 – 0                                                                           | Croazia under 21                                                                | Qual. Europeo Under-21 1998                                                     | -                                                                               |                                                                                 |
| 12-10-1997                                                                      | Velenje                                                                         | Slovenia under 21                                                               | 1 – 2                                                                           | Croazia under 21                                                                | Qual. Europeo Under-21 1998                                                     | -                                                                               | 51’                                                                             |
| Totale                                                                          |                                                                                 | Presenze                                                                        | 5                                                                               |                                                                                 | Reti                                                                            | 1                                                                               |                                                                                 |

## Palmarès

### Giocatore

#### Club
- Campionato croato: 1

NK Zagabria: 2001-2002